# De este pueblo
De este pueblo es una película de Argentina integrada por cortometrajes filmados en colores por distintos directores que se estrenó el 28 de noviembre de 1985. Los cortometrajes son: La nariz, Ni tan blancos, ni tan indios, La cruz Gil y Por una tierra nuestra.

## Cortometrajes que integran la película

### La nariz
Con una extensión de 6 minutos, tiene guion, dirección y montaje de Alberto Giudice sobre un cuento de Nikolái Gógol. Trata de un barbero que trata de deshacerse de una nariz de la que luego averigua pertenece a un funcionario público, que encontró dentro de un pan.
Jorge Abel Martín opinó en Tiempo Argentino:

«Entre el humor y el dolor…la ironía y el testimonio…es un válido ejercicio.» 

### Ni tan blancos, ni tan indios
Con una extensión de 43 minutos, fue dirigido por Silvia Chanvilland y Tristán Bauer, quien también tuvo a su cargo la iluminación y la cámara. Trata sobre los aborígenes chiriguanos y su transculturación en la provincia de Salta. Recibió menciones especiales en el Festival de Cine antropológico y Social de Mar del Plata y en el Primer Festival de Cine de los Pueblos Indígenas en México.
Jorge Abel Martín opinó en Tiempo Argentino:

«Pese a una cierta morosidad narrativa y reiteraciones, que un montaje más certero podría haber eitado…se sigue con interés…por su desarrollo, alejado de rebuscamientos estetizantes.» 

### La cruz Gil
Dirigida por Víctor Benítez sobre su propio guion con una extensión de 20 minutos, trata sobre Antonio Mamerto Gil Núñez, conocido como Gauchito Gil, que fue asesinado el 8 de enero de 1878 en la provincia de Corrientes y que con el tiempo se convirtió en una figura religiosa,  objeto de devoción popular en la Argentina, que no está comprendido dentro de la liturgia católica.
Jorge Abel Martín opinó en Tiempo Argentino:

«Víctor Benítez se ha enamorado del material que filmó…es una propuesta acertada, clara en su exposición que se estira  innecesariamente.» 

### Por una tierra nuestra
Dirigida por Marcelo Céspedes sobre su propio guion con una extensión de 22 minutos, este documental se refiere a la toma de tierras ocurrida en la localidad de San Francisco Solano durante el Proceso de Reorganización Nacional. Recibió diversos premios: Mención Especial en el Festival Internacional de Cine de Cracovia (Polonia) de 1986, Medalla de Oro en el Festival UNICA en Mar del Plata, Primer Premio en el Festival de Cine Antropológico y Social de la Argentina, Primer Premio en el Festival de Cine Independiente de Santa Fe y Primer Premio en las Jornadas de Cine Independiente de Villa Gesell.
Jorge Abel Martín opinó en Tiempo Argentino:

«Obra lúcida, valiosa y comprometida que desecha el facilismo del golpe bajo.»

Adrián Desiderato en la edición vespertina de La Razón escribió:

«Céspedes alcanza con los juegos del humo y de la luz y el preciso corte de las imágenes, darles una respiración propia, una genuina validez expresiva.»

## Comentario
Manrupe y Portela escriben sobre De este pueblo:

«Buena solución para que un conjunto de cortos tuviera exhibición en salas, pero finalmente de difusión limitada. Una experiencia de cine social inédita en la década, de una generación luego dispersada por la hiperinflación. De lo mejor del cine antropológico argentino.»